# Чокмор
Чокмор (кирг. Чокмор) — село в Сузакском районе Джалал-Абадской области Кыргызстана. Входит в состав Барпынского айылного аймака.

## География
Село расположено в юго-восточной части области, на берегах реки Чангет, на расстоянии приблизительно 9 километров (по прямой) к востоко-юго-востоку от села Сузак, административного центра района. Абсолютная высота — 738 метров над уровнем моря.

## Население
Согласно оценочным данным Национального статистического комитета Кыргызской Республики, численность населения села на начало 2023 года составляла 2398 человек.
| год     | 2009 | 2014 | 2015 | 2020 | 2021 | 2023 |
| ------- | ---- | ---- | ---- | ---- | ---- | ---- |
| человек | 1913 | 2023 | 2152 | 2286 | 2324 | 2398 |